# Симон Візенталь
Симон Візента́ль (31 грудня 1908, Бучач, тепер Тернопільщина, Україна — 20 вересня 2005, Відень, Австрія) — засновник та керівник Віденського Центру документації, дослідник Голокосту; всесвітньо відомий «мисливець» на нацистських військових злочинців; агент і співробітник Моссаду.

## Біографія
Навчався в Львівському політехнічному інституті, Празькому технічному університеті.
С. Візенталь працював у Львові архітектором. 1939 року уникнув депортації в Сибір. 1941 року потрапив до львівського гетто, звідки вдалося втекти. З 1944 року перебував у концтаборі Маутгаузен, звідки звільнений американськими військами.
Після Другої Світової війни присвятив своє життя пошуку нацистських злочинців, котрі уникли покарання за свої злочини. 
Виявив місцезнаходження Герміни Браунштайнер - наглядачки концентраційних таборів під час Другої світової війн, що сприяло її екстрадиції з США та засудженню до довічного ув'язнення після розгляду справи у Дюссельдорфі («3-й процес Майданека»). 
Також, С. Візенталь, за його словами, виявив місцезнаходження Адольфа Айхмана — колишнього високопоставленого керівника гестапо. Водночас роль Візенталя у розшуку Айхмана заперечують багато джерел, включно із директором Моссаду і керівником операції по захопленню Айхмана Іссером Харелем.
Візенталь почав співпрацювати з ізраїльською розвідкою в 1948 році. Тоді в Австрії Візенталь допомагав агентам спецслужб у невдалій операції з затримання Адольфа Айхманна. Агентом «Моссаду» Візенталь став після того, як в 1960 році з його можливою допомогою Адольф Айхман був спійманий.
Робота Симона Візенталя на ізраїльську розвідку тривала близько 10 років. «Моссад» виплачував йому щомісячно близько 300 доларів і фінансував створений ним в 1947 році центр єврейської документації, що займався розшуком нацистських злочинців. В основному співпраця Візенталя з ізраїльськими спецслужбами полягала в пошуку для них втікачів нацистів. Крім цього, він забезпечував «Моссад» інформацією про німецьких вчених та інженерів-ракетників, що працюють в Єгипті.
Похований в Ізраїлі.

## Оцінки діяльності
Діяльність С. Візенталя по-різному оцінювалась у різних країнах. Він мав чимало конфліктів як з державними діячами (насамперед австрійськими), так і громадськими (останні протестували проти самозвеличування С. Візенталя тощо). У 1975 році канцлер Австрії Бруно Крайський виступив із гострою критикою діяльності С. Візенталя, яку він назвав діяльністю «політичної мафії», і що він вживає методів мафії, якими послуговується на лад нацистів. Також Крайський поставив під сумнів твердження, що Візенталя переслідували за нацистів. За ці твердження Візенталь подав у суд на Крайського, але потім цю заяву відкликав. У 1975 році організував протест та зірвав заплановану лекцію угорського поета Тібора Толлаша.
1977 року заснував Центр Симона Візенталя з штаб-квартирою у Лос-Анджелесі (США).
Юрій Покальчук стверджував, що Візенталь називав українців «генетичними антисемітами».

## Нагороди та звання
Кавалер Ордена Британської Імперії.
6 грудня 1995 року йому було присвоєно звання «Почесний громадянин Відня».

## Виноски
1. ↑  Evidence zájmových osob StB
2. 1 2 3  Catalog of the German National Library
3. ↑  Bibliothèque nationale de France BNF: платформа відкритих даних — 2011.
4. ↑  CONOR.Sl
5. ↑  https://www.penguinrandomhouse.de/Paperback/Simon-Wiesenthal/Tom-Segev/Pantheon/e359697.rhd
6. ↑  Famous Nazi-hunter was a Mossad agent, new book reveals [Архівовано 3 вересня 2010 у Wayback Machine.] — Haaretz, 02.09.2010
7. ↑  
Михаил Хейфец. (7 ноября 2005). Ловил ли Шимон Визенталь Эйхмана?. Курсор. Архів оригіналу за 26 серпня 2011. Процитовано 1 січня 2009.
8. ↑  
Сташек Кшиштовский. (20 сентября 2005). Симон Визенталь, охотник за нацистами. Lenta.ru. Архів оригіналу за 26 серпня 2011. Процитовано 1 січня 2009.
9. ↑  
Шели Шрайман. (8 ноября 2005). Счет, предъявленный мёртвым. Proza.ru. Архів оригіналу за 26 серпня 2011. Процитовано 1 січня 2009.
10. ↑  Свобода. Український щоденник. 2 квітня 1985 року (PDF). Архів оригіналу (PDF) за 30 вересня 2011. Процитовано 15 вересня 2010. [Архівовано 30 вересня 2011 у Wayback Machine.]
11. ↑  von Klimó, Árpád (30 червня 2021). Anticommunism and Détente: Mindszenty, the Catholic Church, and Hungarian Émigrés in West Germany, 1972. Central European History. Cambridge University Press (CUP). 54 (3): 466—490. doi:10.1017/s0008938920001089. ISSN 0008-9389. S2CID 237760543.
12. ↑  Тракало В. Відомий письменник, наш земляк Юрій Покальчук написав понад десяток книг, знає дванадцять мов, побував у багатьох країнах світу; був зятем Олеся Гончара, свідком на весіллі у Василя Стуса, а сьогодні є консультантом документального фільму про Нобелівського лауреата Йосефа Агнона, який у жовтні французьке телебачення зніматиме у Бучачі //  Бучаччина: історія сучасності «Береги свободи слова». — Тернопіль : ВАТ «ТВПК „Збруч”», 2008. — С. 95. — ISBN 978-966-528-289-1.